# Level One
 (juin 2020).
Si vous disposez d'ouvrages ou d'articles de référence ou si vous connaissez des sites web de qualité traitant du thème abordé ici, merci de compléter l'article en donnant les références utiles à sa vérifiabilité et en les liant à la section « Notes et références ».
Level One est une émission de la chaîne de télévision Game One diffusée de 1998 à 2007, puis de nouveau tous les mercredis à 17h30 en direct depuis le 25 septembre 2019.

## Concept de l'émission

### 1998-2007
- Si vous ne connaissez pas le sujet, laissez ce bandeau (vous pouvez alors contacter les auteurs).
- Si vous supprimez le contenu mis en cause (vous pouvez préalablement contacter les auteurs),

argumentez précisément cette suppression dans la page de discussion
(un manque de référence n'est pas un argument ; une recherche réelle de référence doit avoir été effectuée, être formellement documentée).
Premier animateur et créateur du concept,,, Marcus avait pour mission de nous montrer le premier niveau d'un jeu vidéo. D'une durée de 20 minutes en moyenne, l'émission était devenue la marque de fabrique de la chaîne, avec un humour omniprésent, une « approche décomplexée » de la « performance » — Marcus estimant qu'on peut s'amuser aussi en étant moyen ou mauvais,, et une réalisation originale pour l'époque à l'aide d'une incrustation en luminance (beaucoup de gens se souviennent de la tête de Marcus incrustée dans l'image du jeu). Level One restera comme la première émission populaire sur les jeux vidéo. À sa création en 1998, Level One durait en moyenne 13 minutes puis sa durée s'est vue rallongée de quelques minutes pour atteindre les 18 minutes. Par la suite des Level One dits « du soir » seront diffusés aux environs de 23 h 00. Dans ces Level One, Marcus testera des jeux pouvant heurter la sensibilité des plus jeunes et recommandés à la vente aux adultes. Une grande complicité existait entre Marcus et son réalisateur Pierre Boulay. En effet à chaque début d'émission un synthé humoristique destiné à taquiner Marcus s'affichait. Des Level One « invité » dans lesquels Marcus et ses successeurs ont reçu diverses célébrités de la télévision, (Jean-Pierre Foucault, Laurence Boccolini, Pierre Lescure, Anne-Gaëlle Riccio, Casimir, Jules-Édouard Moustic, Cyril Hanouna), de la musique (Nuttea, Ève Angeli, Melgroove, Nèg' Marrons, Kyo), du sport (Lilian Thuram, Jean-Pierre Papin) et des comédiens (Christophe Lambert, Jean-Paul Rouve, Olivier Baroux, Bruno Salomone, Omar Sy, Fred Testot, Philippe Peythieu, Véronique Augereau et Tom Novembre) étaient également diffusés dans un format parfois allongé. Les jeux testés étaient alors, le plus souvent, directement en rapport avec l'invité. Des Level One spéciaux étaient aussi diffusés, parfois en direct, avec des téléspectateurs sur le plateau ou au téléphone comme à l'occasion de la sortie de la Xbox et de Halo, par exemple. Marcus présentait parfois l'émission avec un déguisement souvent grotesque et fait avec les moyens du bord : enveloppes, ficelles, etc.
Ensuite, Johann Lefèbvre accompagné de Julien Tellouck puis de Yannick Zicot reprit les commandes de l'émission et garde au début la même formule, puis au début de la saison 2004-2005, lors du changement d'équipe (Gérard Baste, Nabil Djellit et Brahi), une nouvelle formule s'est instaurée.

### Depuis 2019
Depuis 2019, Marcus reprend les manettes de l'émission comme de 1998 à 2002 et teste chaque semaine un nouveau jeu en direct (le mercredi) où en différé sur un jeu surprise (souvent le jeudi). Depuis mars 2020, l'émission est diffusée du lundi au vendredi, animée toujours par Marcus épaulé de Julien Tellouck.

## Animateurs
Marcus fut le créateur et le premier animateur du Level One. Arrivé à l'antenne en 1998, il la quitte en 2002. En effet, durant un Level One en direct consacré à Metal Gear Solid 2, il annonce qu'il va quitter Game One le 27 février 2002, et déclare « […] il y a quelque chose d’encore plus précieux qu’on a gagné : c’est votre confiance. Et si je ne veux pas la perdre, il faut que je parte. Parce qu’à mon avis si je reste, à un moment ou à un autre je serai amené à vous mentir, et ça je n’ai pas du tout envie de le faire […] je le fais pour vous, je le fais pour moi par honnêteté intellectuelle » (une partie du capital de Game One était alors détenu par Infogrames qui suggérait aux testeurs de valoriser certains jeux à l'antenne). Marcus aurait testé environ 400 jeux avant son départ[source insuffisante].
Après le départ de Marcus, Johann Lefèbvre et Julien Tellouck lui succéderont dans un premier temps. Ce dernier étant rapidement pris par la présentation de la Game Zone, il sera remplacé par Yannick Zicot dès septembre 2002. Le duo Johann-Yannick sera alors présent le temps de 2 saisons[source insuffisante].
À la rentrée 2004, Johann Lefèbvre organise des castings directement dans le Level One, afin de trouver un ou des remplaçants à Yannick, parti sur Canal+. Gérard Baste, Nabil Djellit et Brahi sont alors choisis pour coanimer l'émission[source insuffisante].
À la rentrée 2006, Johann Lefèbvre se retrouve seul à la présentation. L'émission ne survivra pas au départ de celui-ci pour M6, lors de l'été 2007[source insuffisante].
C'est à partir du 25 septembre 2019 que Marcus reprend les manettes de cette émission phare de Game One. Les émissions sont diffusées tous les mercredis juste après #TeamG1.
| Animateurs/Saisons | 1998-1999 | 1999-2000 | 2000-2001 | 2001-février 2002 | 2002      | 2002-2003 | 2003-2004 | 2004-2005 | 2005-2006 | 2006-2007 |
| ------------------ | --------- | --------- | --------- | ----------------- | --------- | --------- | --------- | --------- | --------- | --------- |
| Marcus             | Animateur | Animateur | Animateur | Animateur         |           |           |           |           |           |           |
| Johann Lefèbvre    |           |           |           |                   | Animateur | Animateur | Animateur | Animateur | Animateur | Animateur |
| Julien Tellouck    |           |           |           |                   | Animateur | Joker     | Joker     |           |           |           |
| Yannick Zicot      |           |           |           |                   |           | Animateur | Animateur |           |           |           |
| Brahi              |           |           |           |                   |           |           |           | Animateur |           |           |
| Gérard Baste       |           |           |           |                   |           |           |           | Animateur | Animateur |           |
| Nabil Djellit      |           |           |           |                   |           |           |           | Animateur | Animateur |           |

| Animateurs/Saisons | 2019-2020 | 2020-2021  | 2021-2022  | 2022-2023 |
| ------------------ | --------- | ---------- | ---------- | --------- |
| Marcus             | Animateur | Animateur  | Animateur  | Animateur |
| Julien Tellouck    | Joker     |            |            |           |
| Gen1us             |           | Animateur  |            | Animateur |
| Kayane             |           | Animatrice | Animatrice |           |
| Newtiteuf          |           | Animateur  | Animateur  | Animateur |
| Sora               |           | Animateur  | Animateur  |           |

## Épisodes
- Si vous ne connaissez pas le sujet, laissez ce bandeau (vous pouvez alors contacter les auteurs).
- Si vous supprimez le contenu mis en cause (vous pouvez préalablement contacter les auteurs),

argumentez précisément cette suppression dans la page de discussion
(un manque de référence n'est pas un argument ; une recherche réelle de référence doit avoir été effectuée, être formellement documentée).